# Персей и Андромеда (Лейтон)
«Персей и Андромеда» (англ. Perseus and Andromeda) — картина Фредерика Лейтона, британского художника, написанная в 1891 году маслом на холсте. В том же году она была выставлена в Королевской академии художеств. На полотне изображён древнегреческий миф об Андромеде. Готический стиль работы Лейтона контрастирует с её классическим сюжетом. Картина ныне хранится в коллекции Художественной галереи Уокера.

## Сюжет
В древнегреческом мифе эфиопским царством правила прекрасная, но тщеславная царица Кассиопея, утверждавшая, что её красота превосходит красоту нереид. Когда нимфы, дочери бога моря Посейдона, узнали о её притязаниях, они пожаловались своему отцу. Посейдон решил наказать Кассиопею, вызвав морского монстра по имени Кет, чтобы тот патрулировал и сеял хаос вдоль побережья Эфиопии, подвергая риску царство Кассиопеи. Она же вместе со своим мужем царём Кефеем решили принести в жертву чудовищу свою дочь Андромеду.
Андромеду приковали цепью к скале на краю моря в качестве подношения чудовищу. Персей, который только что сражался и победил Медузу, возвращался домой на своём крылатом коне Пегасе. Он спас Андромеду, убив чудовище. Они влюбились друг в друга, но дочь царя уже была помолвлена с Финеем. Персей и Финей вступили в конфликт с друг другом, но Персей, подняв голову побеждённой Медузы, превратил соперника в камень.

## Описание
Миф об Андромеды изображён в драматической манере. В центре композиции скала с прикованной к ней Андромеде. Персей изображён летящим над головой Андромеды на своём крылатом коне Пегасе. Он выпускает стрелу свысока, которая попадает в морское чудовище, поворачивающее голову вверх, в сторону героя. Почти обнажённое, скрюченное тело Андромеды находится в тени крыла морского чудовища, что создаёт визуальный образ неминуемой опасности. Извилистое тело Андромеды контрастирует с тёмной массой неровного и зазубренного тела монстра. Белоснежное тело Андромеды подчёркивает её невинность, указывая на несправедливость этой жертвы в качестве божественного наказания, которое было направлено не на неё, а на её мать. Пегас и Персей окружены ореолом света, визуально соединяющим их с телом дочери царя, прикованной к скале.
Лейтон отлил небольшую бронзовую расписную гипсовую скульптуру Андромеды в качестве образца прежде чем приступить к работе над картиной. Статуэтка изображала героиню обнажённой, но Лейтон наложил на неё сырые материалы, чтобы добиться эффекта, который он хотел воспроизвести в своём полотне. Более поздняя его картина «Персей на Пегасе спешит на помощь Андромеде», завершённая четыре года спустя, изображает тот же мифологический сюжет.